# Věžní (Prachatice)
Věžní je ulice v Prachaticích situované v městské památkové rezervaci na silniční parcele 1511/14.Její začátek tvoří křižovatka s ulicí Křišťanovou a končí na křižovatce s Husovou  nárožním domem  čp. 71 označovaným jako Husův dům podle Jana Husa, který podle tradice v tomto domě bydlel.

## Historie a popis
Věžní ulice vznikla již při zakládání města Prachatic a vycházela z Velkého náměstí. Dalším stavebním vývojem  (výstavbou domů v Křišťanově ulici)její význam klesl na vedlejší ulici oddělenou stavebně od Velkého náměstí.Po  požáru v Prachaticích  v roce 1832 byla městským opevněním  proražena Nová brána a Věžní tak byla napojena na Husovu ulici, která se stala jednou ze tří ulic umožňujících výjezd a vjezd do města.Pohledovou exponovanost křižovatky Věžní a Husovy ulice dotváří nárožní Husův dům.Situace v místě dnešní ulice je zachycena na mapách druhého vojenského mapování, které byly dokončeny v roce 1852.Vyznačena je i na mapách vymezujících prachatickou městskou památkovou rezervaci.

## Název ulice
Poprvé je tato ulice písemně doložena v roce  1728 v souvislosti s prodejem domu čp. 55 a je označována jako  „dolejší ulice“. Důvodem tohoto pojmenování bude skutečnost, že Věžní a Dlouhá polohou ve vztahu k náměstí byly nazývány jako dolejší. Při následném prodeji téhož domu v roce 1809 je označována jako Dechanteigasse a v podstatě stejný název uvádí plán města z roku 1837 (Dechantei Gasse). Na konci 19. století byla přejmenována na Turmgasse. Český ekvivalent Věžní ulice se používal od roku 1918. Za 2. světové války došlo opět k přejmenování, tentokrát na Kernstockgasse na počest německého básníka, kněze a autora  Rakouské hymny  z konce 20. let  Otokara Kernstocka, jelikož jeho otec se v této ulici narodil. Po válce se ulici vrátilo jméno Věžní, které je používáno dosud a který zřejmě pochází od nedaleké věže kostela svatého Jakuba Většího .

## Architektonický a urbanistický význam Věžní ulice
Věžní ulice v Prachaticích tvoří součást uliční sítě v Městské památkové rezervaci.Její archivní výzkum v kontextu historie centra městaa stavebně historický průzkum ukazují vývoj historického jádra od 15. do 19. století.Významnou informací o životě ve městě  je i vývoj českého a německého názvu ulice v národnostně smíšených Prachaticích.

### Domy v Věžní ulici zapsané vÚstředním seznamu kulturních památek
Ve Věžní ulici jsou evidovány tyto nemovité kulturní památky
- Věžní čp. 51 (Prachatice) - Hotel Parkán (Prachatice)
- Věžní čp. 53 (Prachatice)
- Věžní čp. 54 (Prachatice)
- Věžní čp. 55 (Prachatice)
- Věžní čp. 56 (Prachatice)
- Věžní čp. 57 (Prachatice)
- Věžní čp. 58 (Prachatice)
- Věžní čp. 59 (Prachatice)
- Věžní čp. 60 (Prachatice)
- Věžní čp. 61 (Prachatice)

## Galerie

### Mapy centra a Věžní ulice

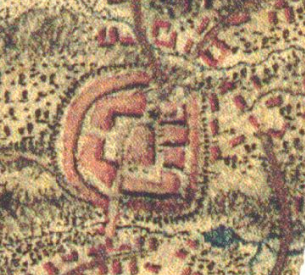
Prachatice na mapách prvního vojenského mapování (1764–1783)
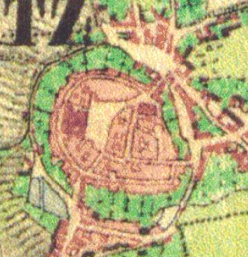
Prachatice na mapách druhého vojenského mapování (1836–1852)

### Pohledy do Věžní ulice

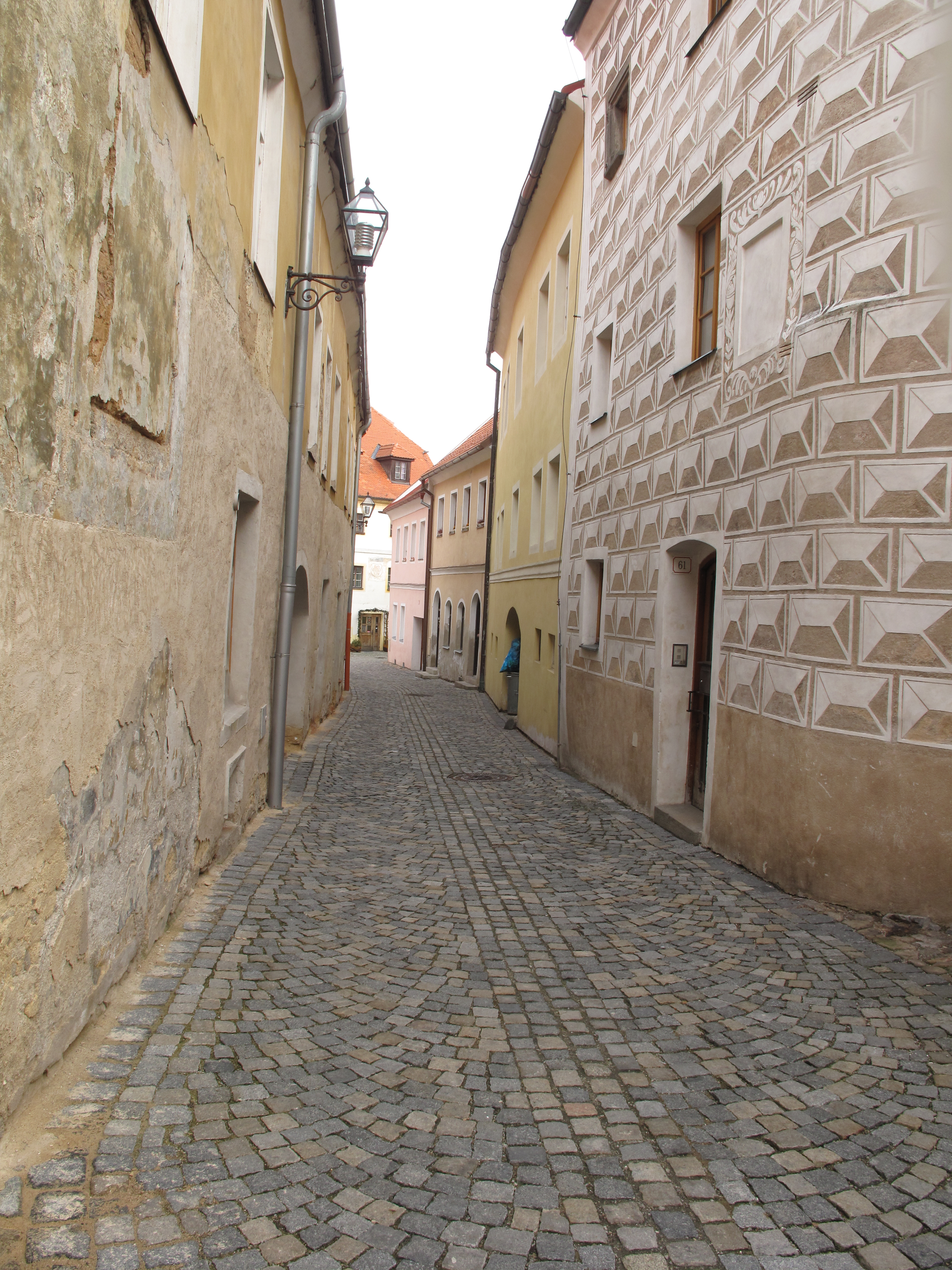
Pohled do Věžní ulice
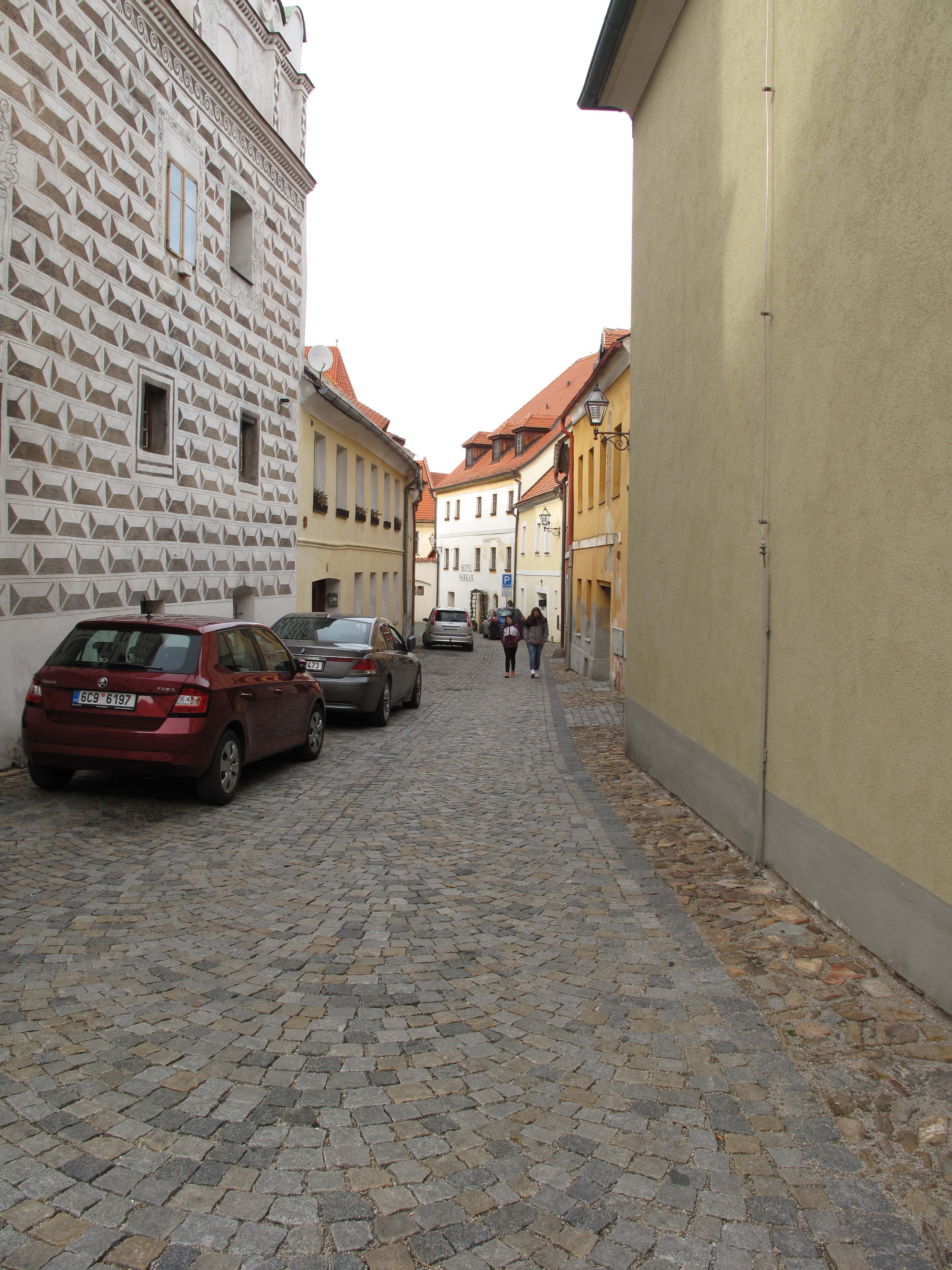
Pohled do Věžní ulice
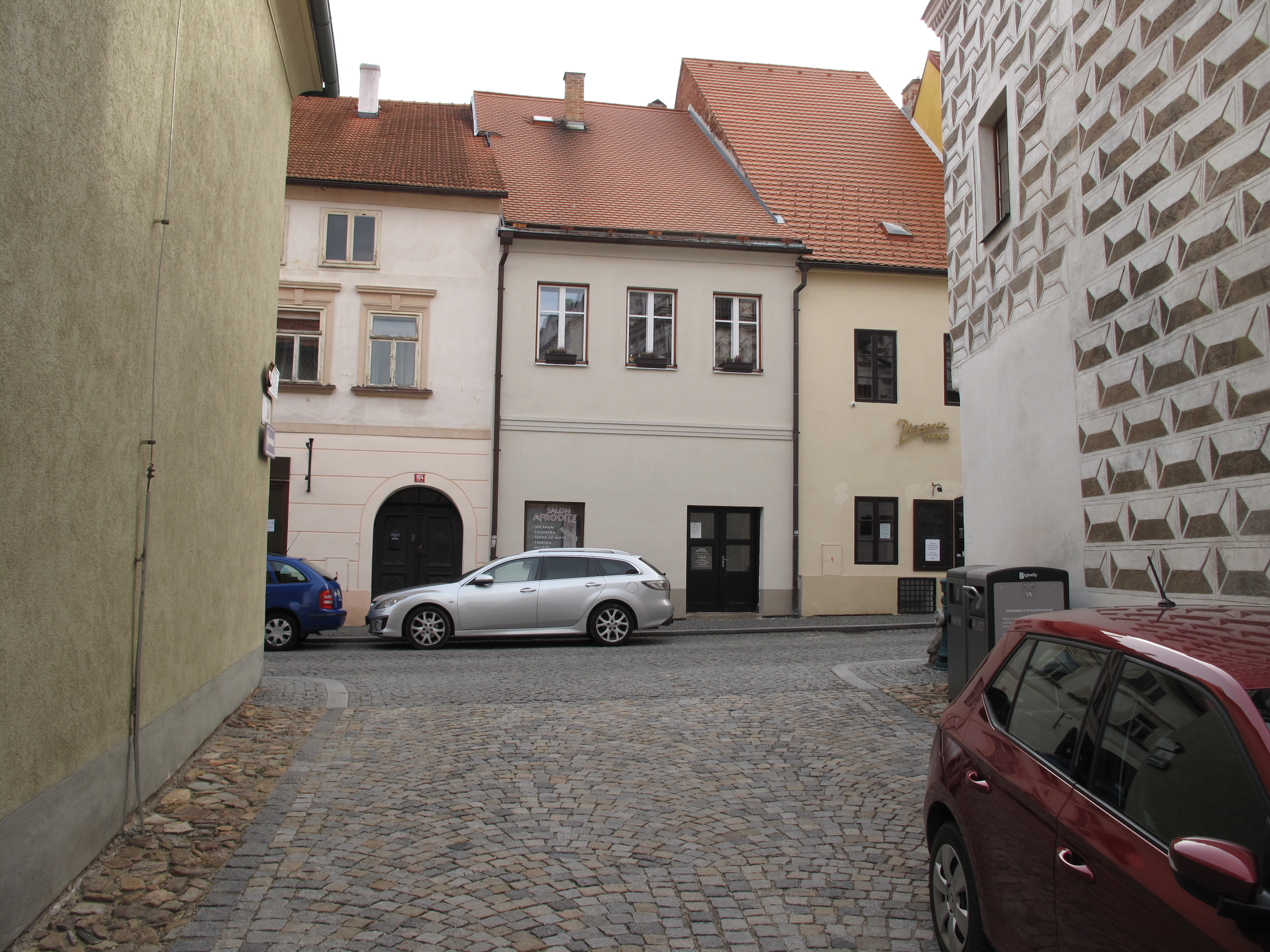
Pohled do Věžní ulice - vpravo Husův dům
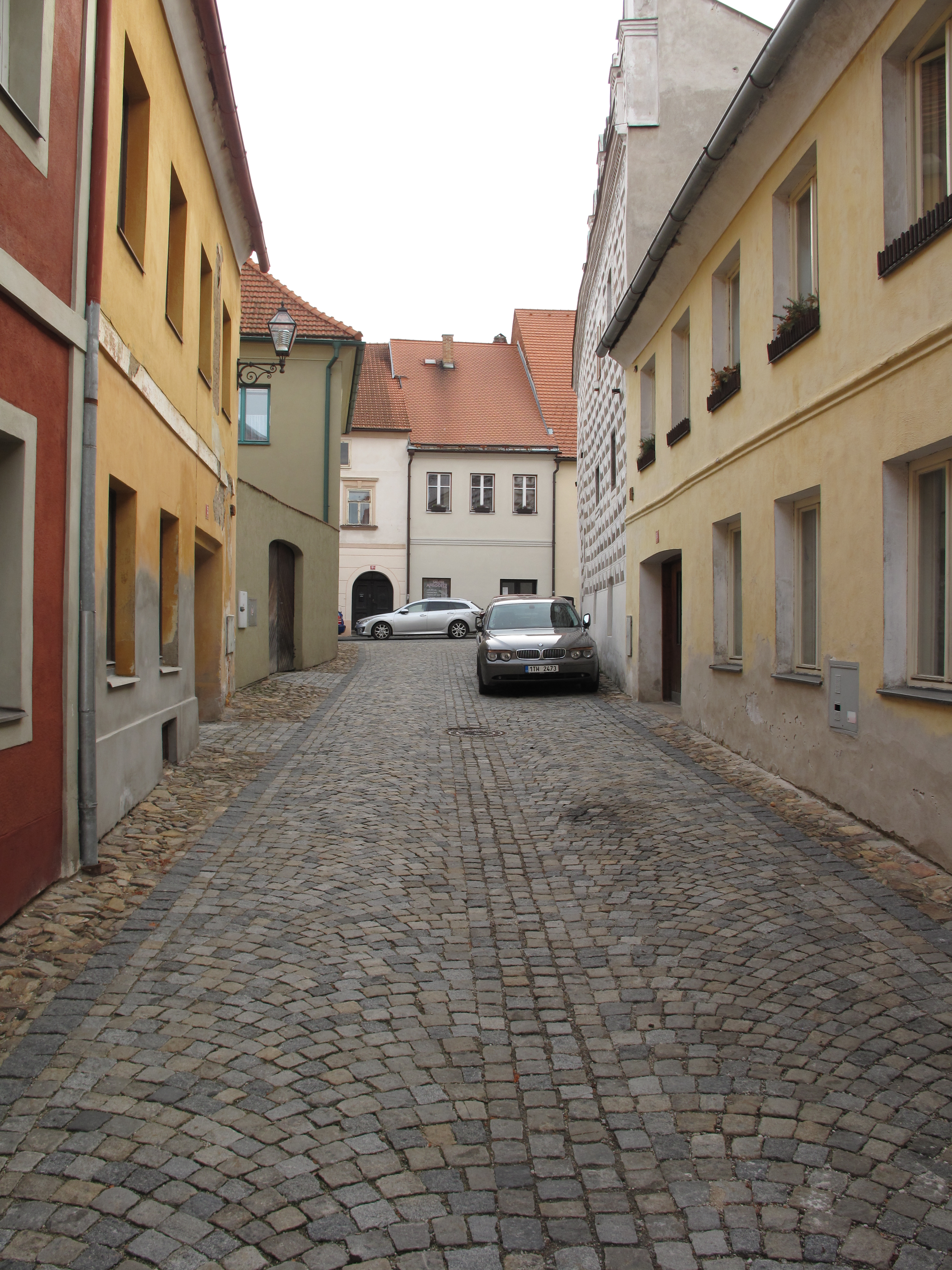
Pohled do Věžní ulice
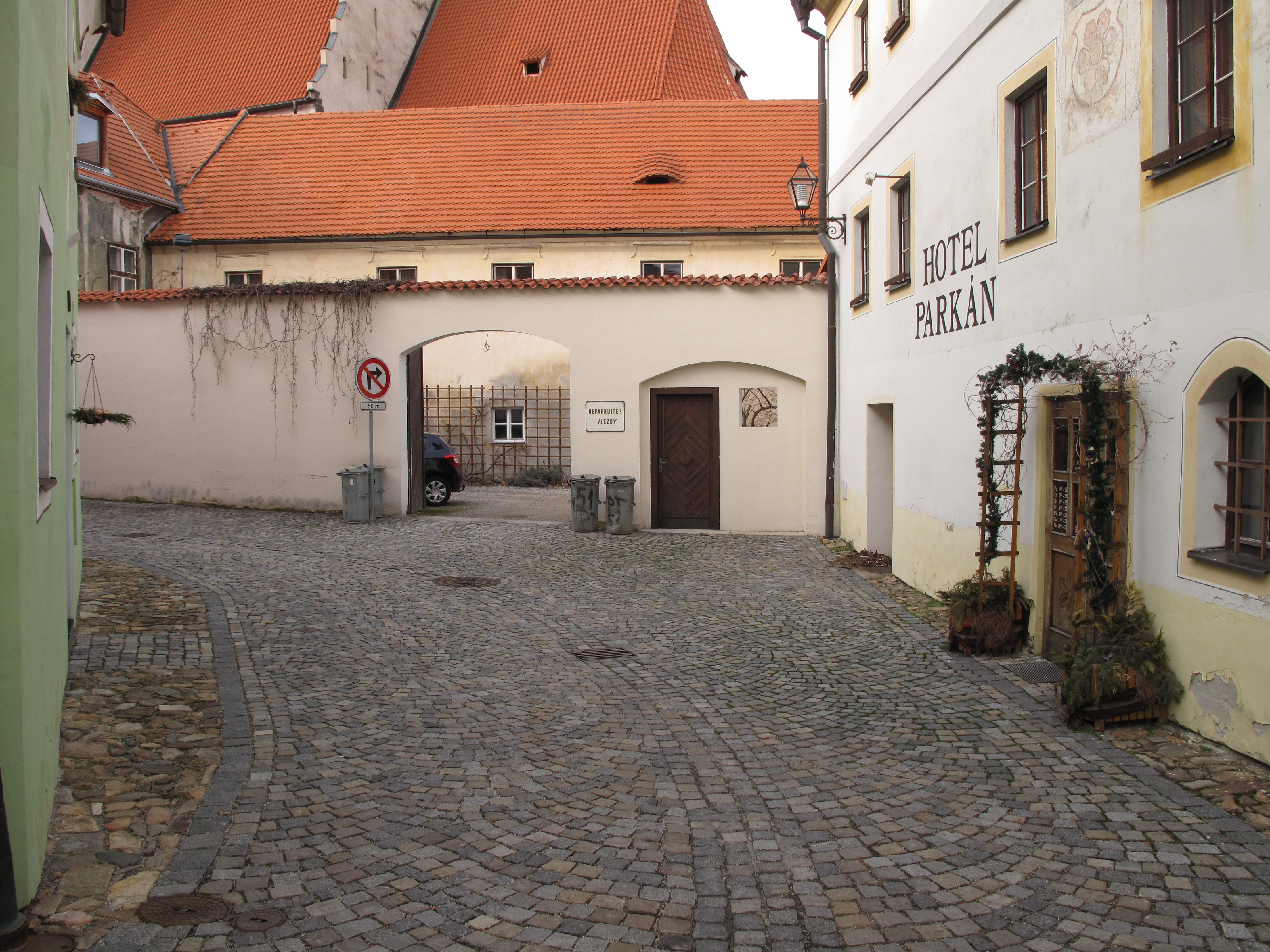
Pohled do Věžní ulice - vpravo Hotel Parkán
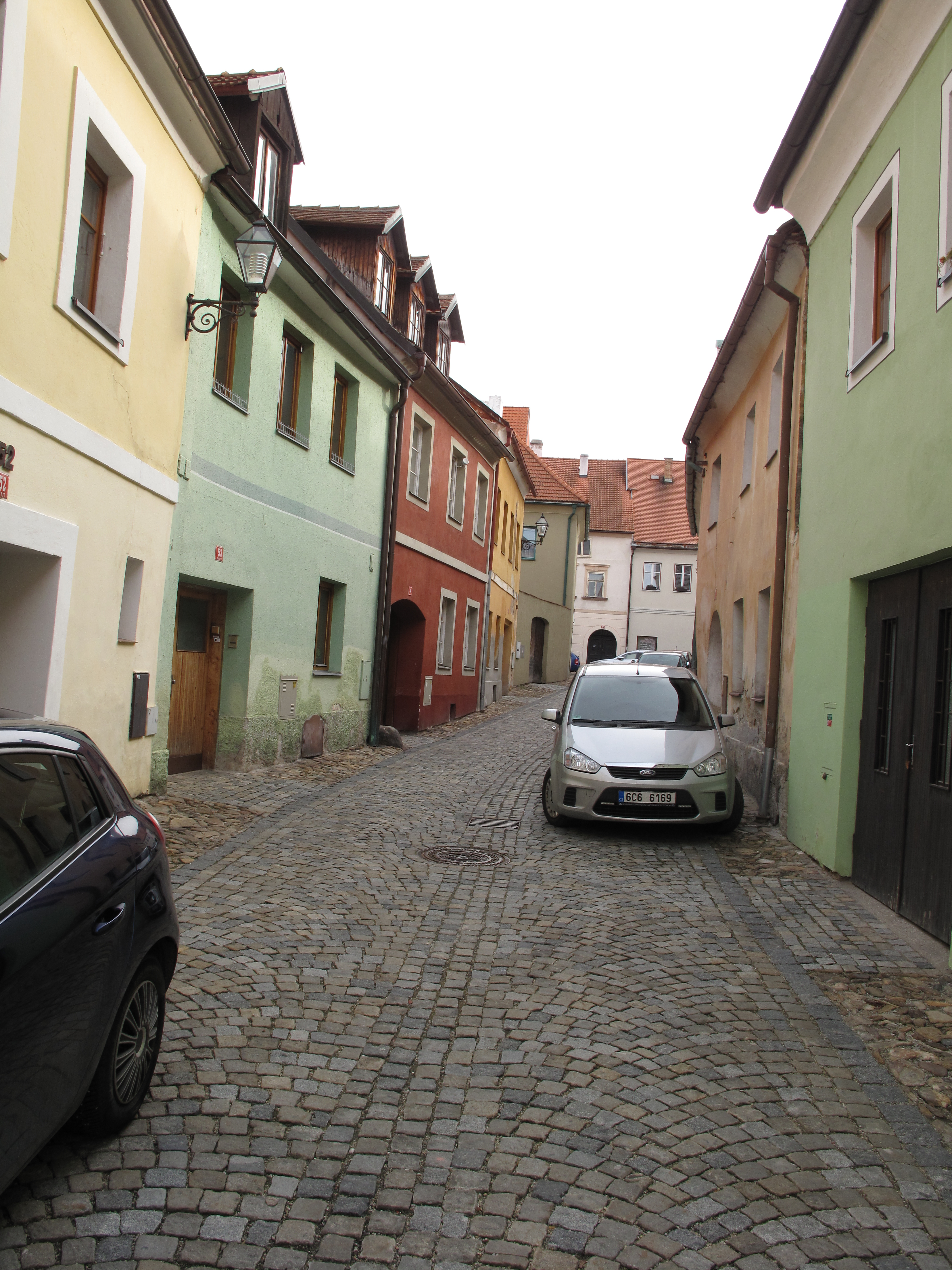
Pohled do Věžní ulice
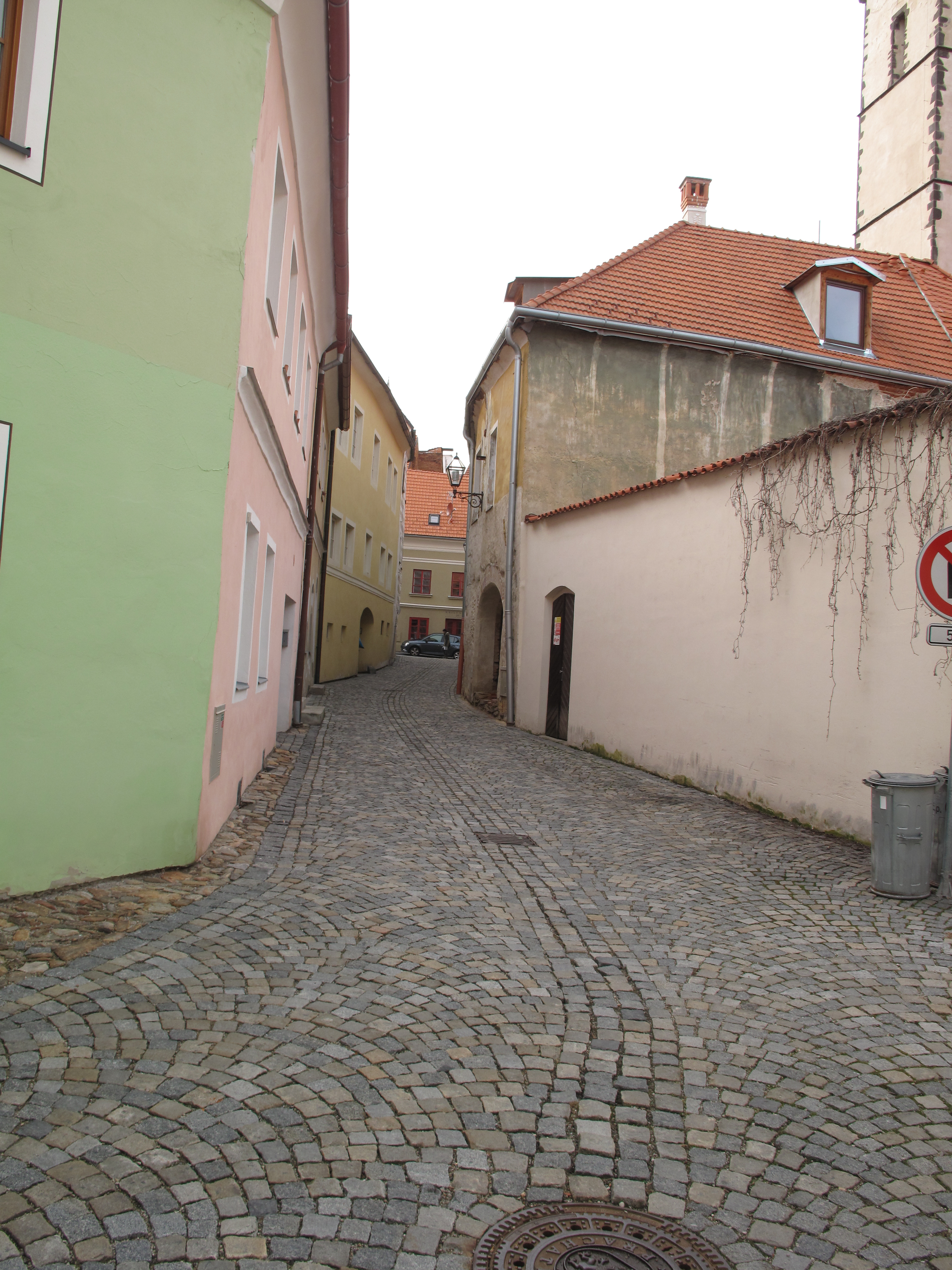
Pohled do Věžní ulice
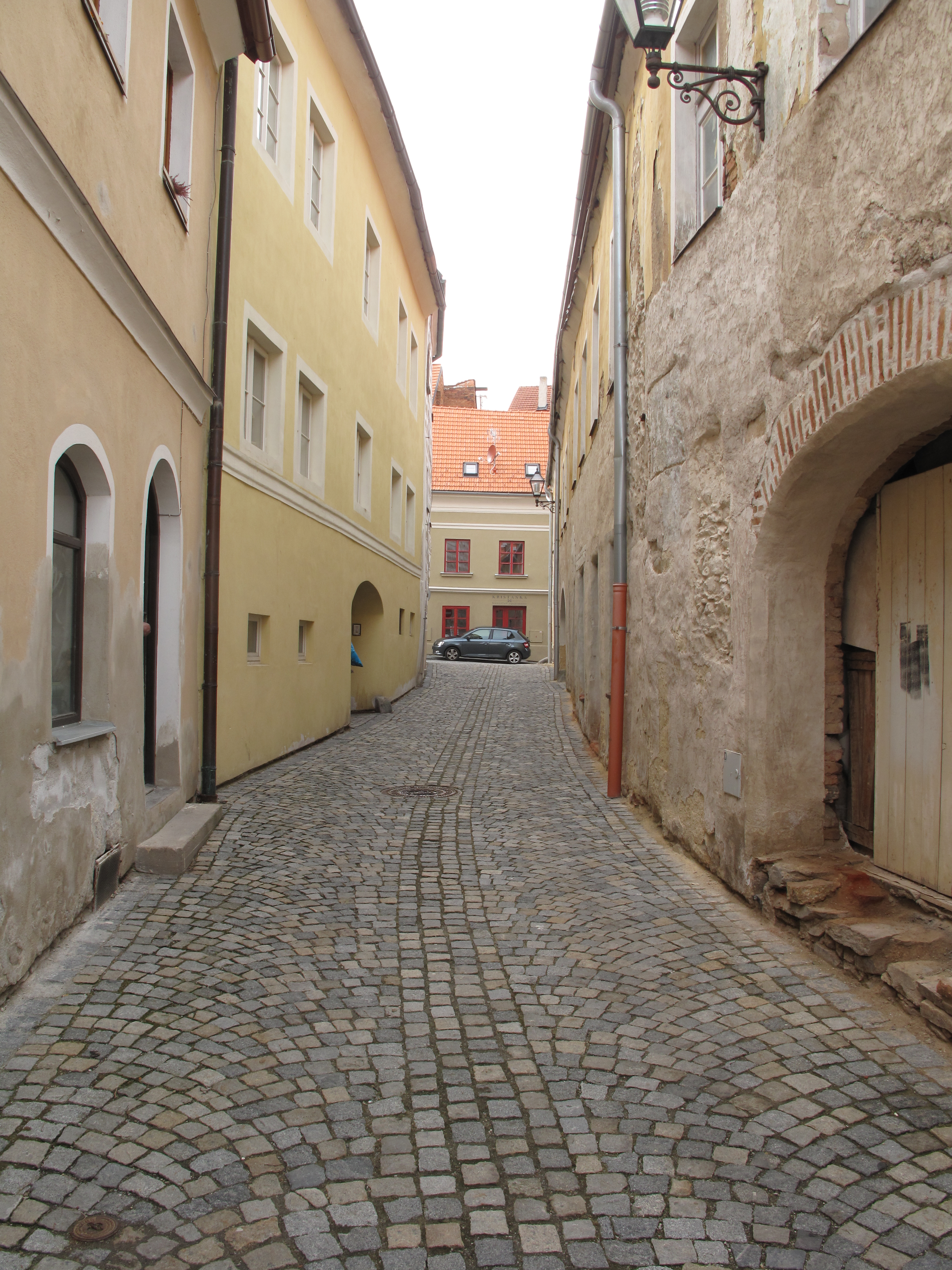
Pohled do Věžní ulice
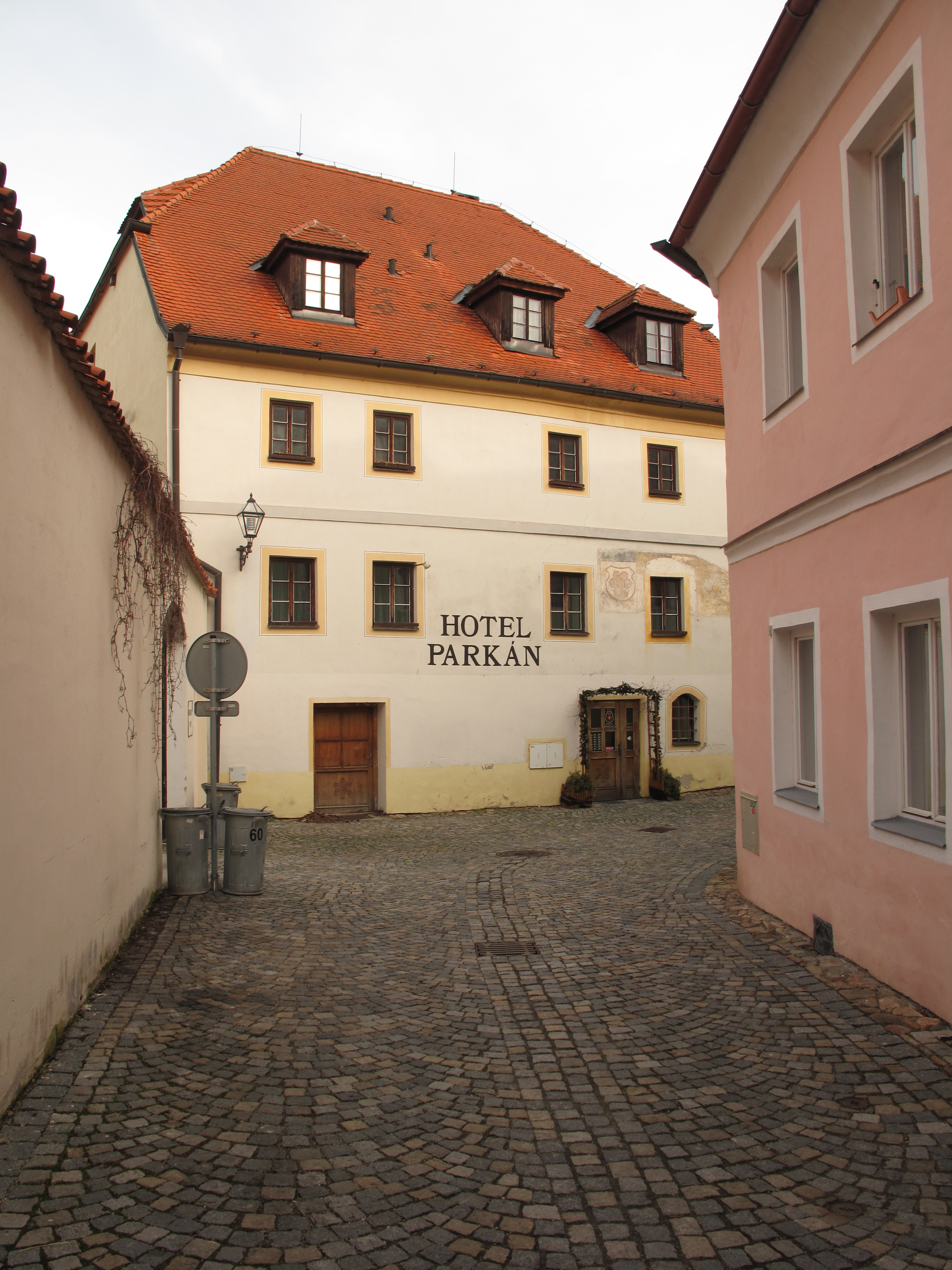
Pohled do Věžní ulice - Hotel Parkán
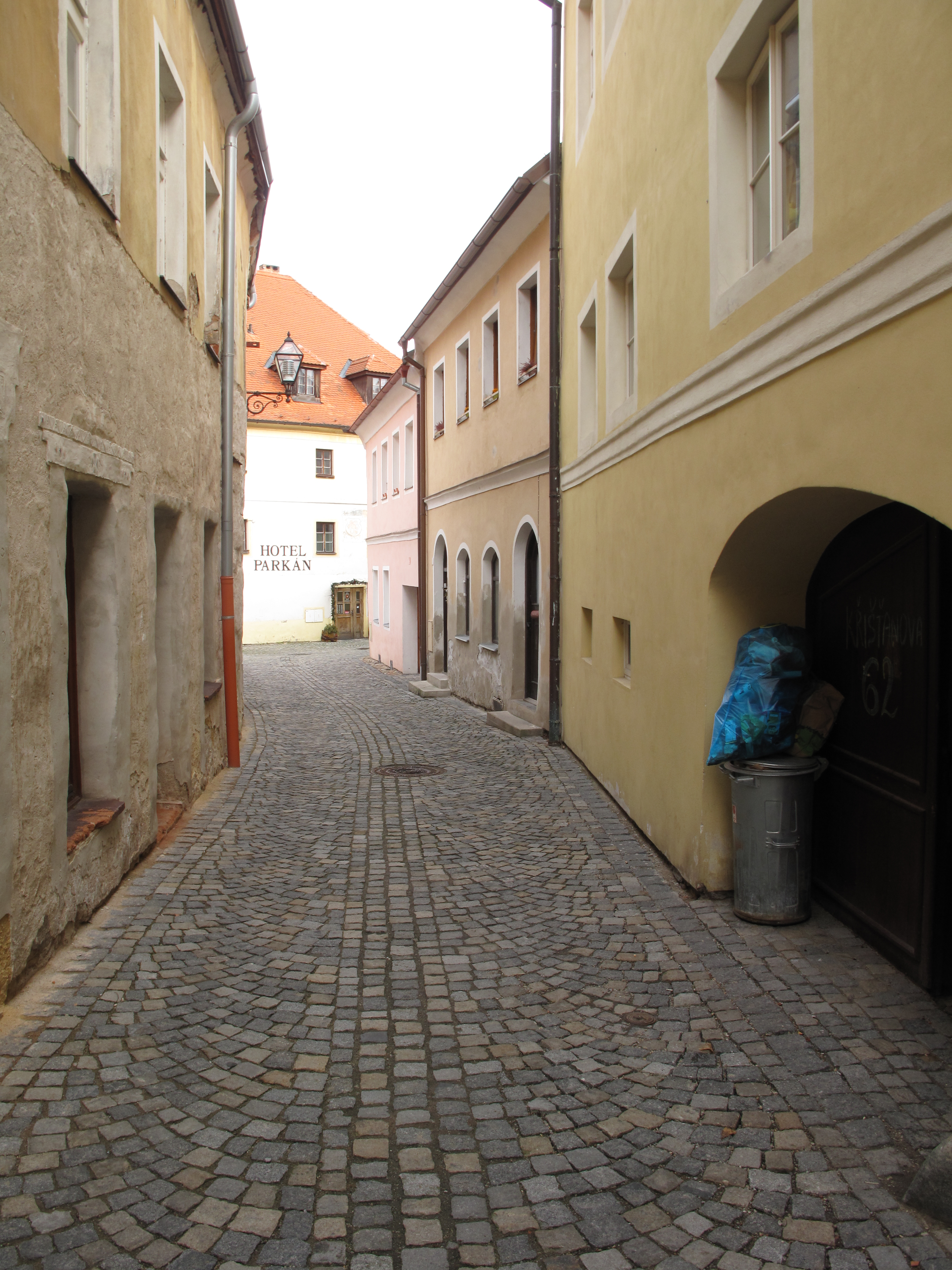
Pohled do Věžní ulice - Hotel Parkán

### Detaily Věžní ulice

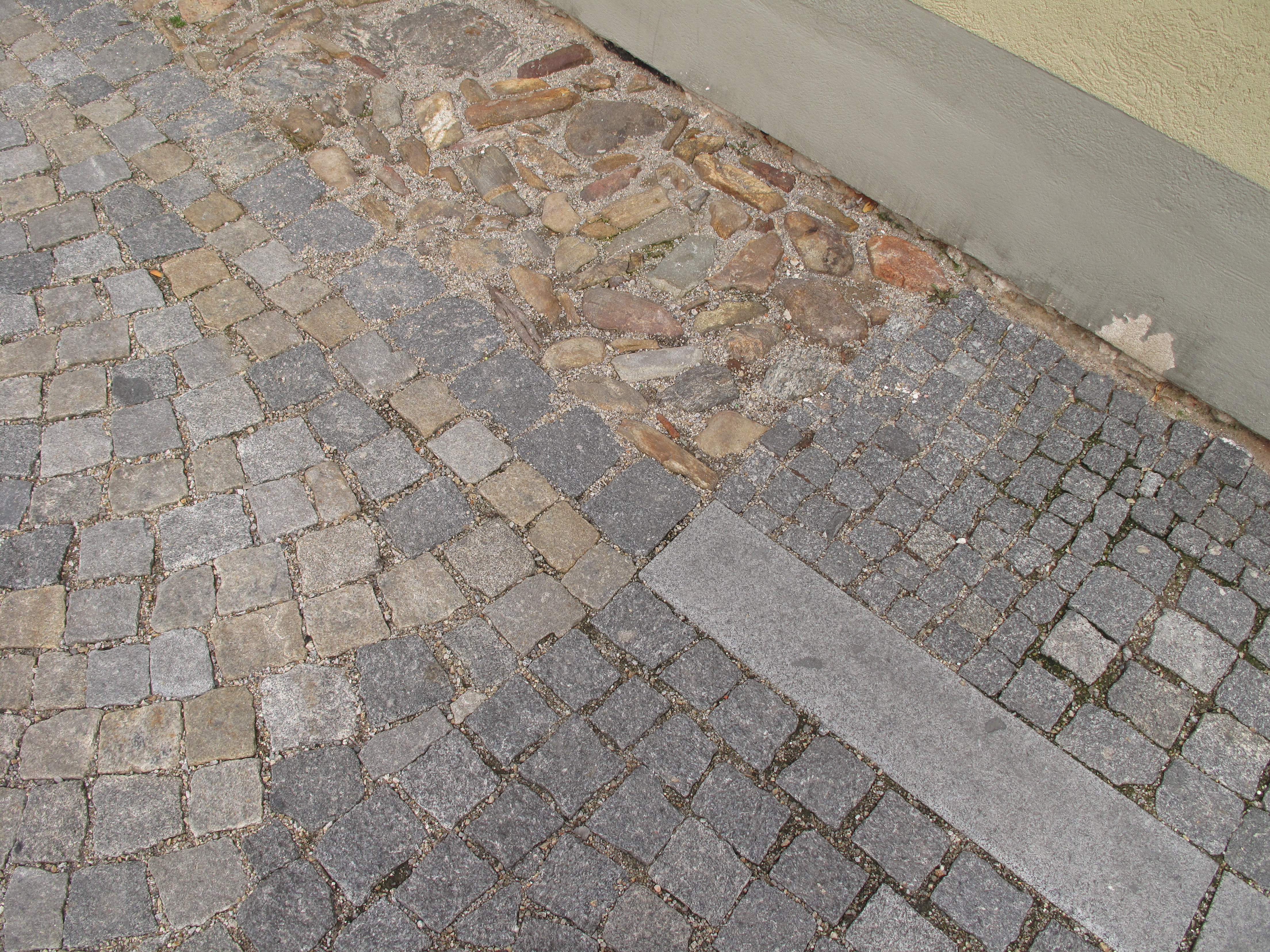
Detail nové a historické zádlažby Věžní ulice
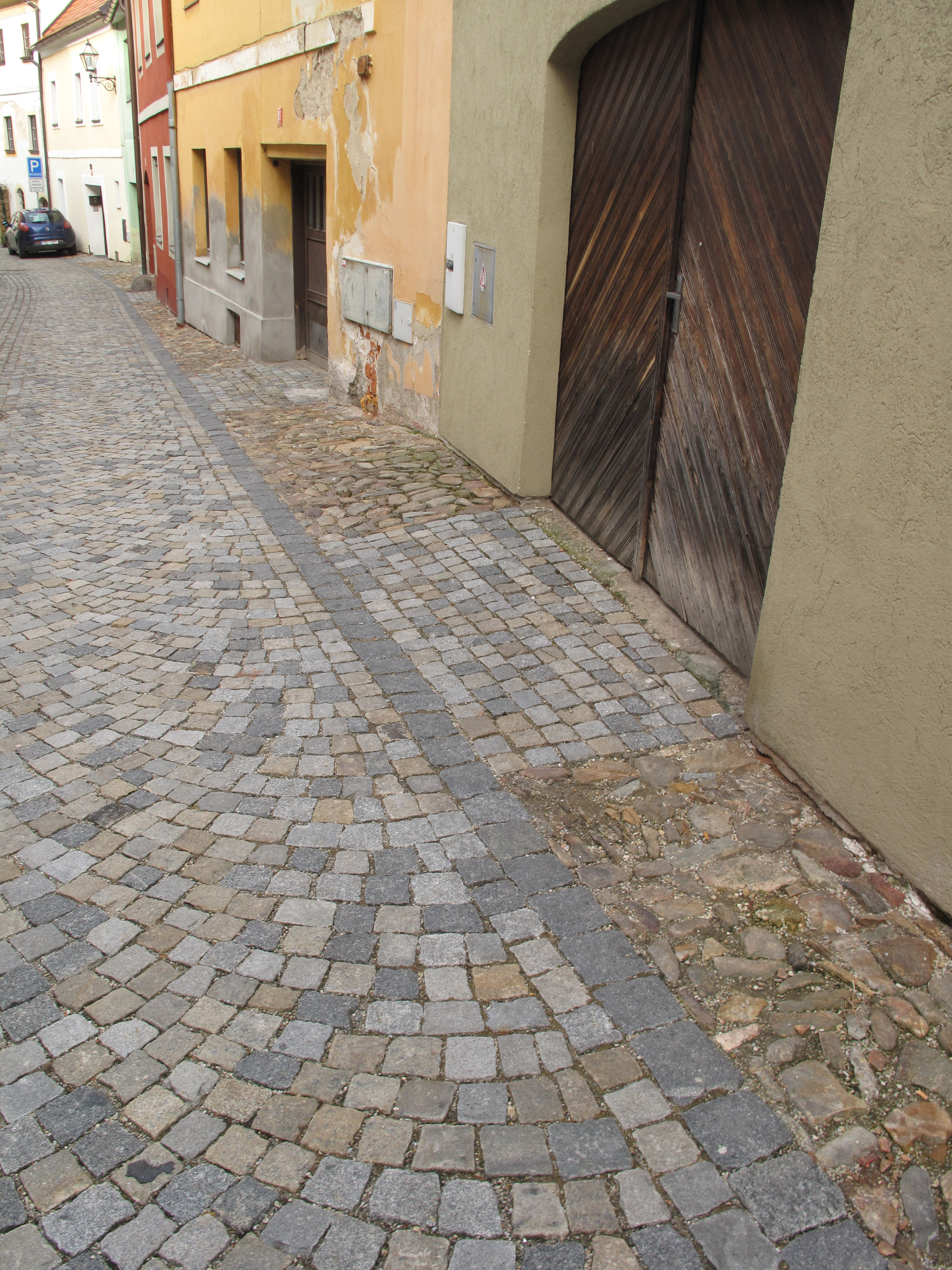
Detail nové a historické zádlažby Věžní ulice
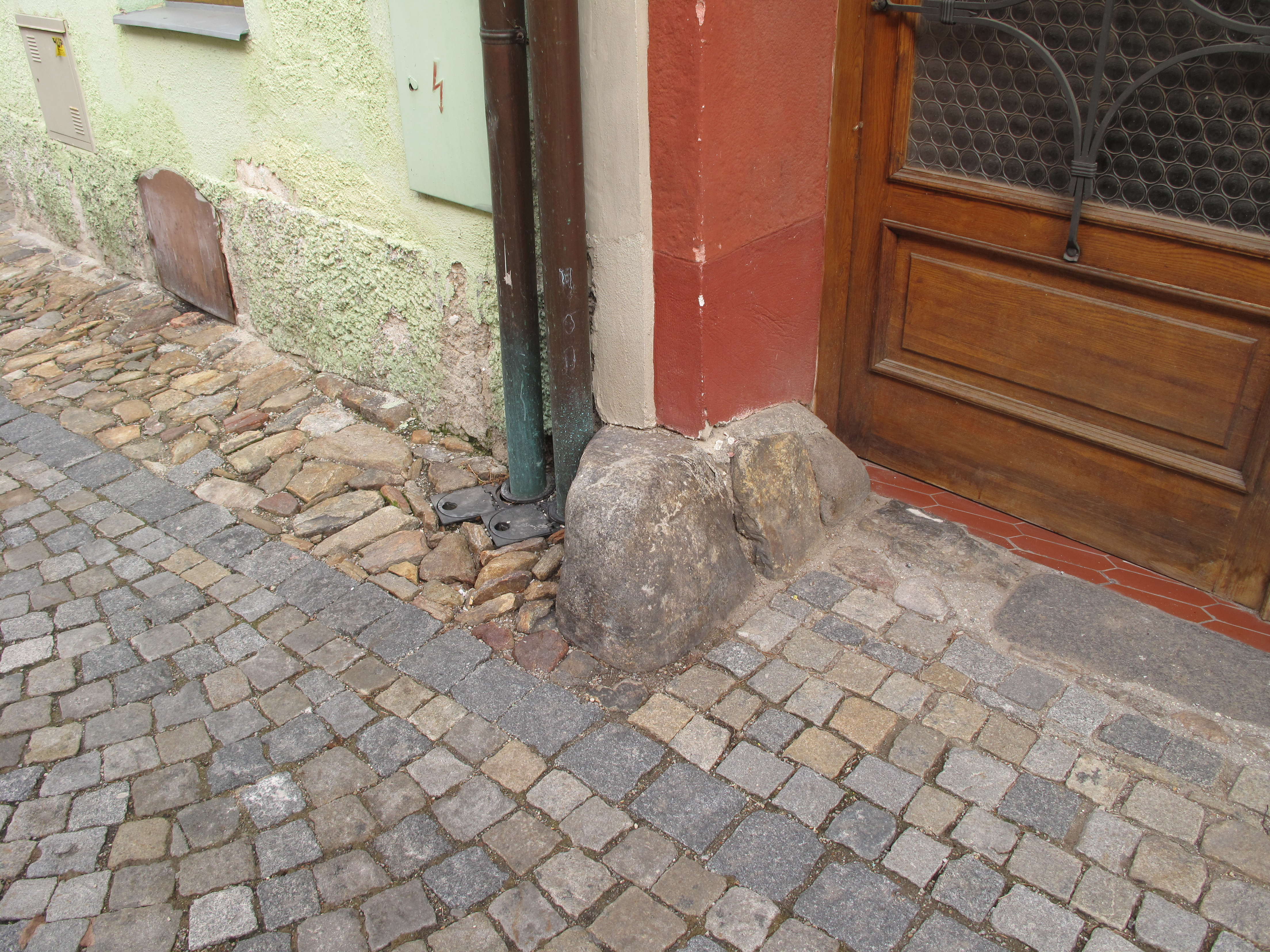
Detail nové a historické zádlažby Věžní ulice
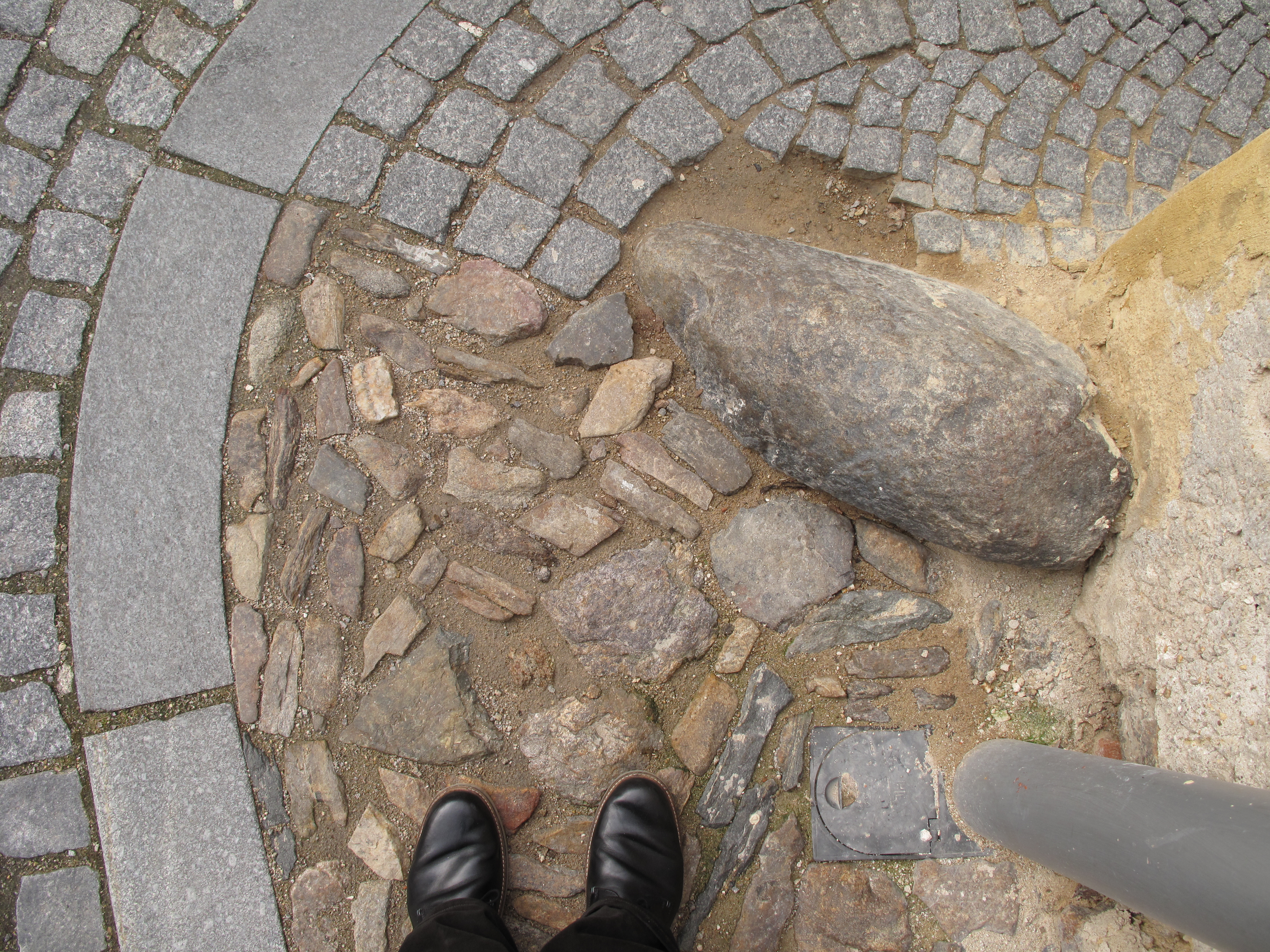
Detail nové a historické zádlažby Věžní ulice
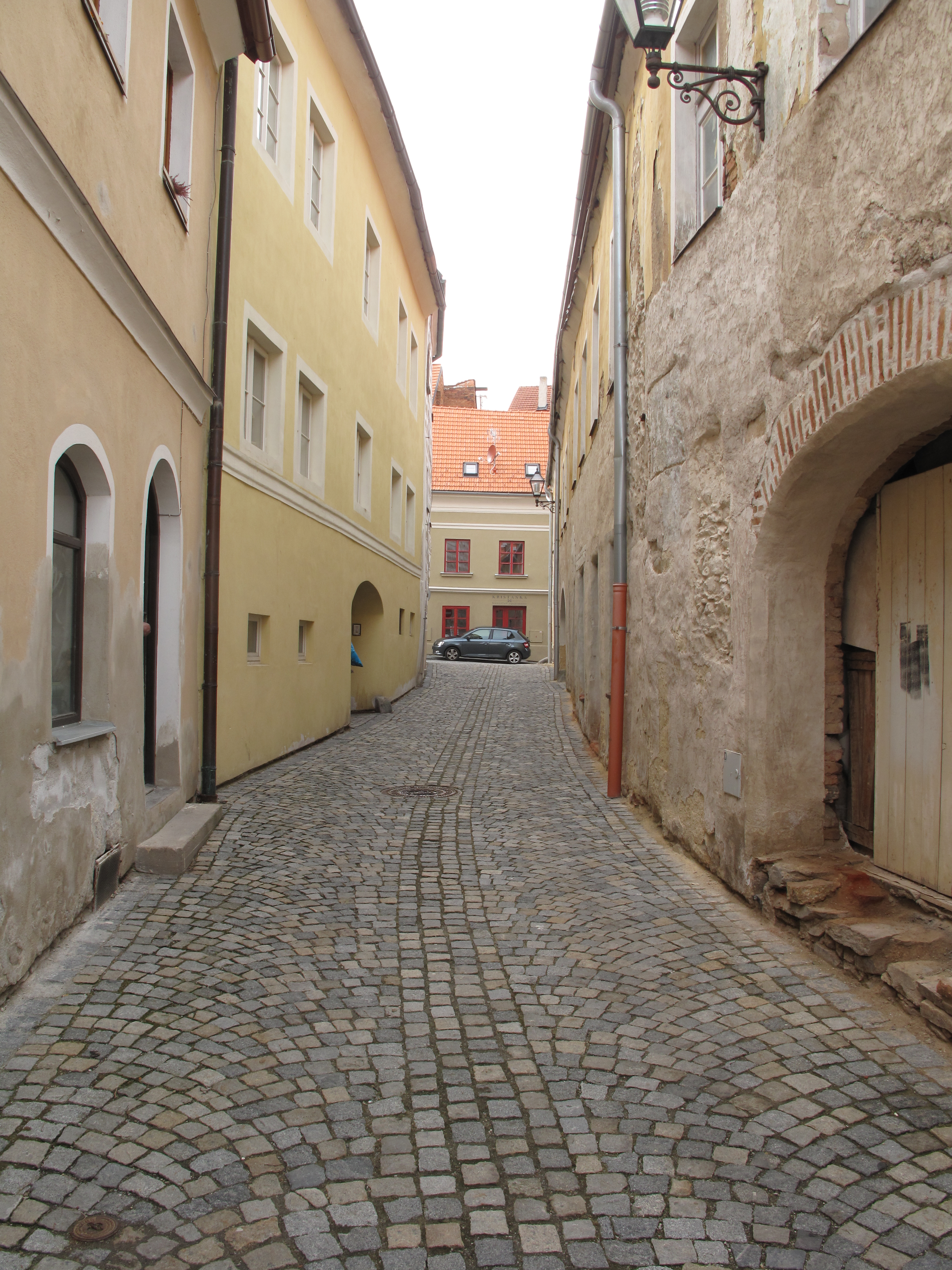
Detail Věžní ulice
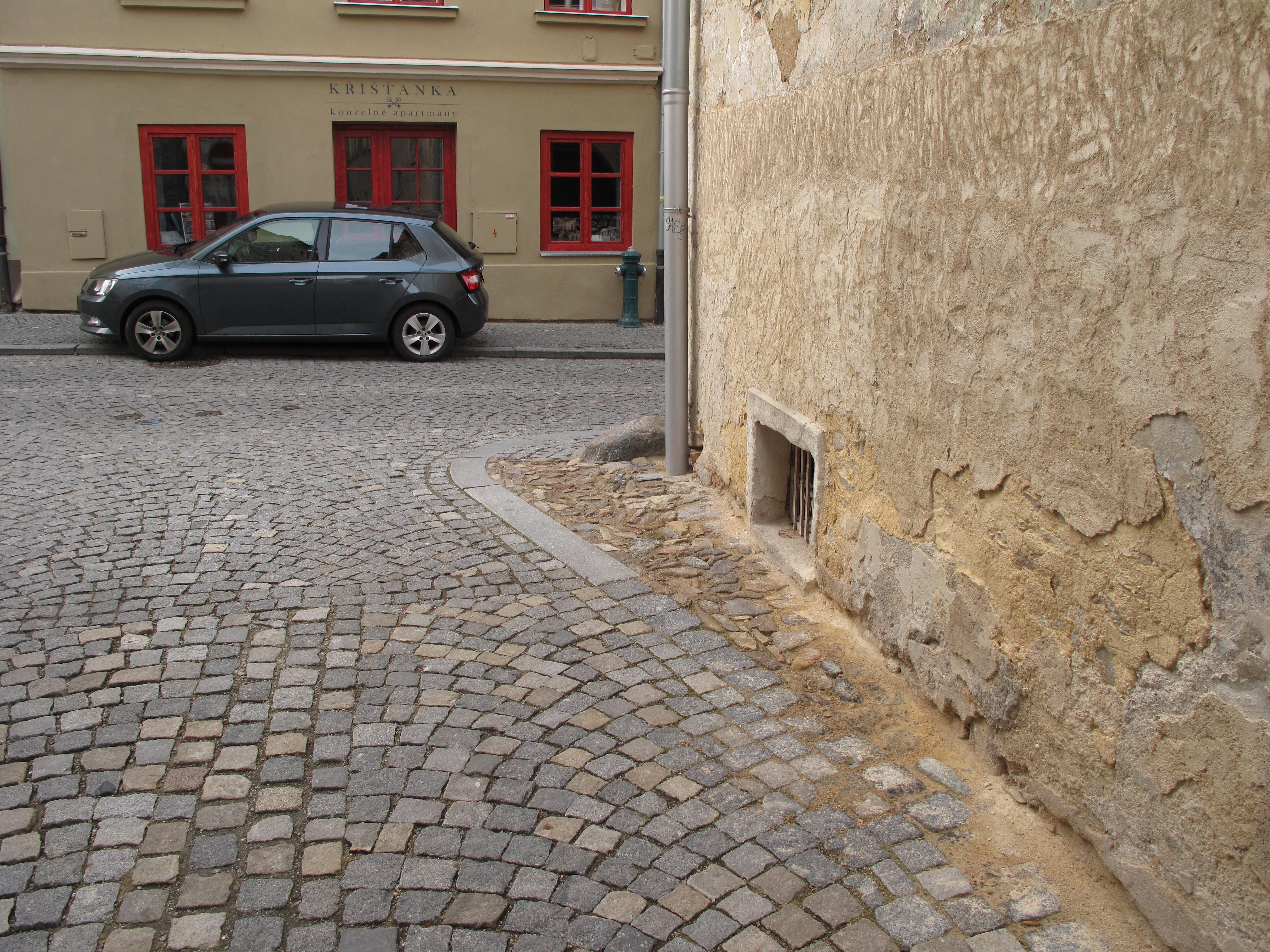
Detail Věžní ulice

### Domy ve Věžní

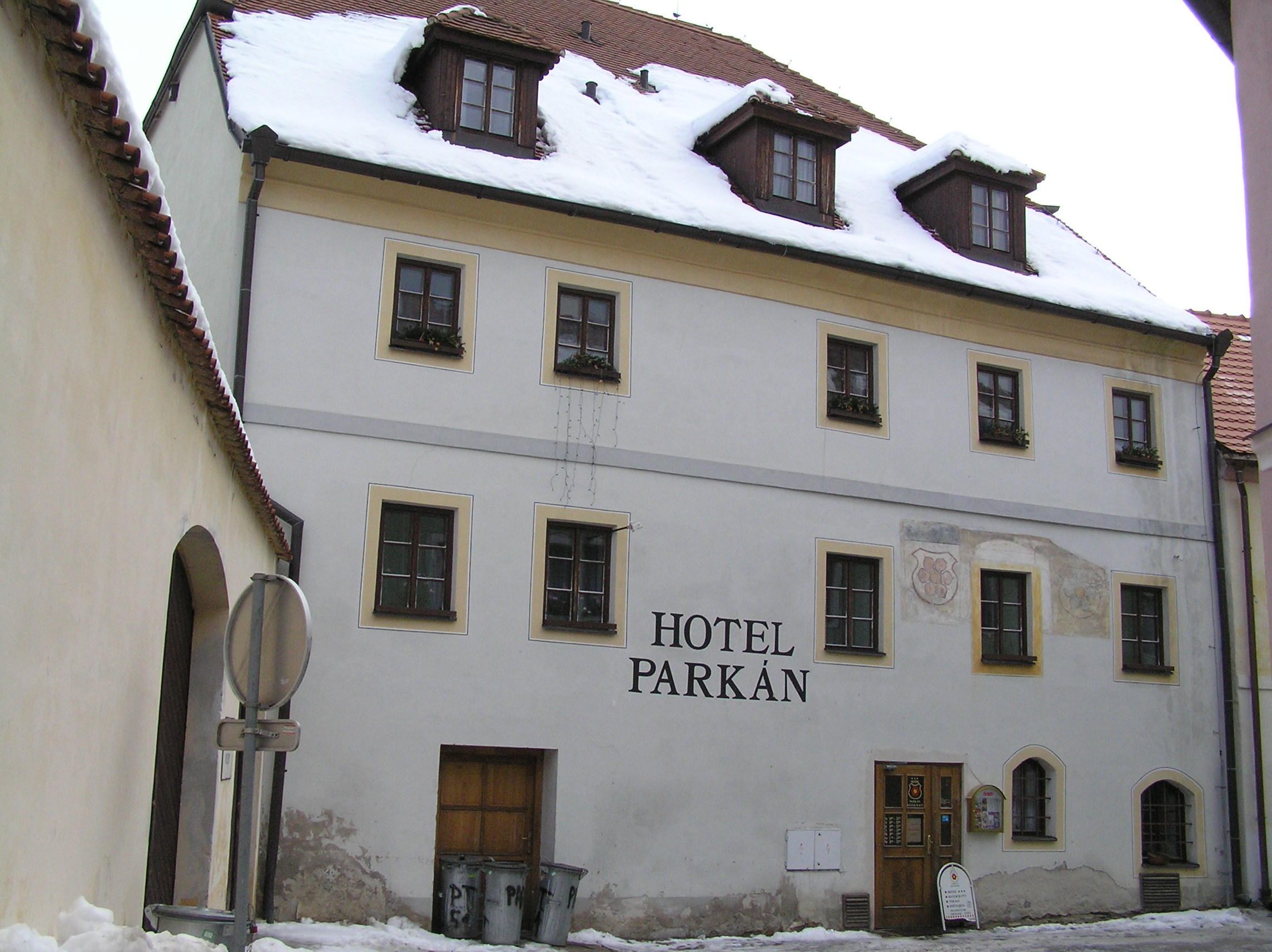
Prachatice, Věžní čp. 51
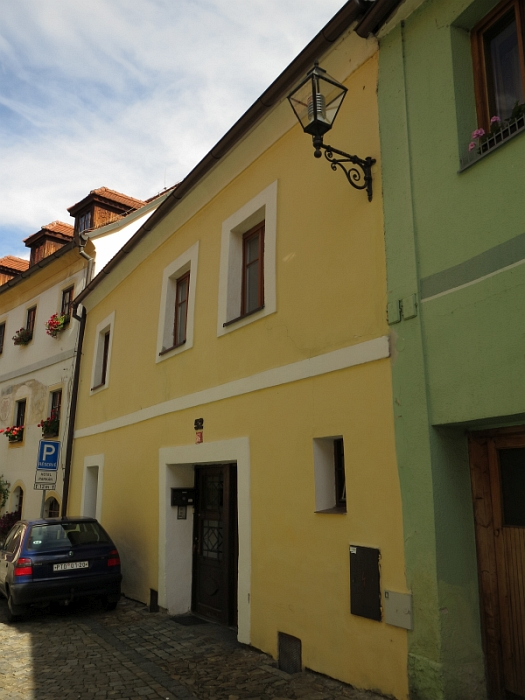
Prachatice, Věžní čp. 52
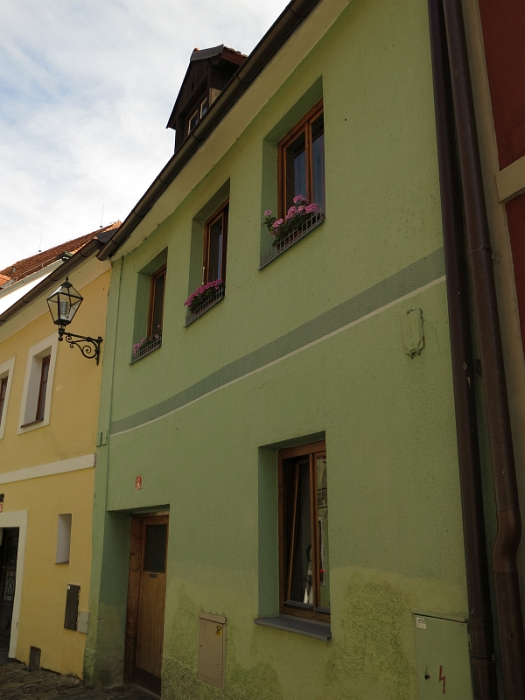
Prachatice, Věžní  čp. 53
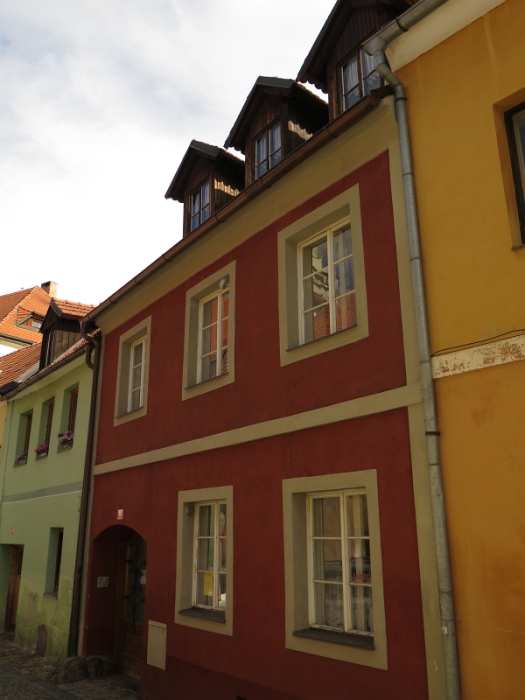
Prachatice, Věžní čp. 54
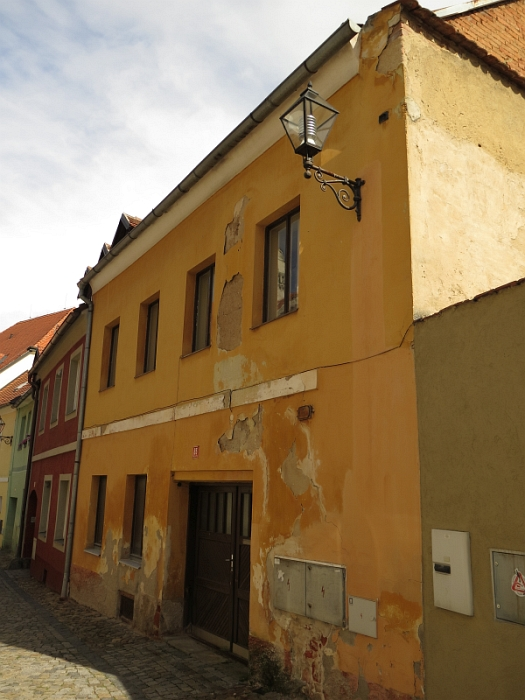
Prachatice, Věžní čp. 55
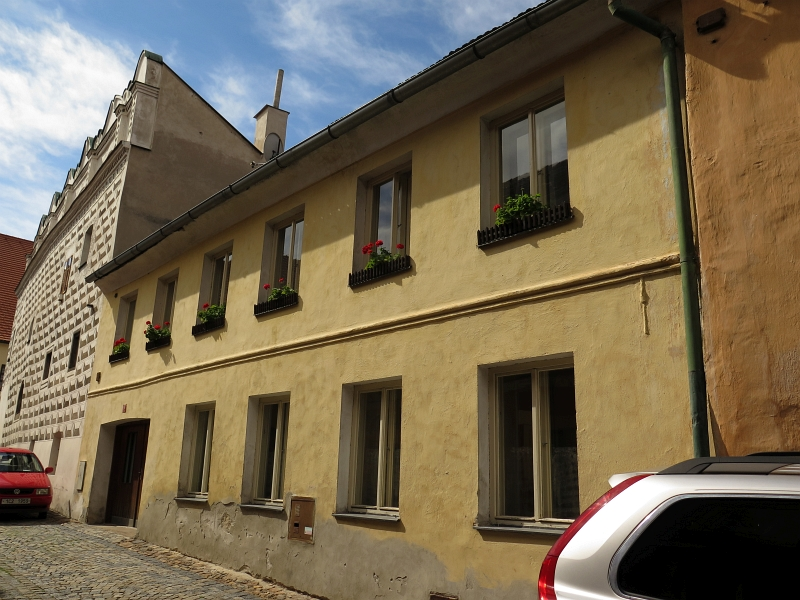
Prachatice, Věžní čp. 56
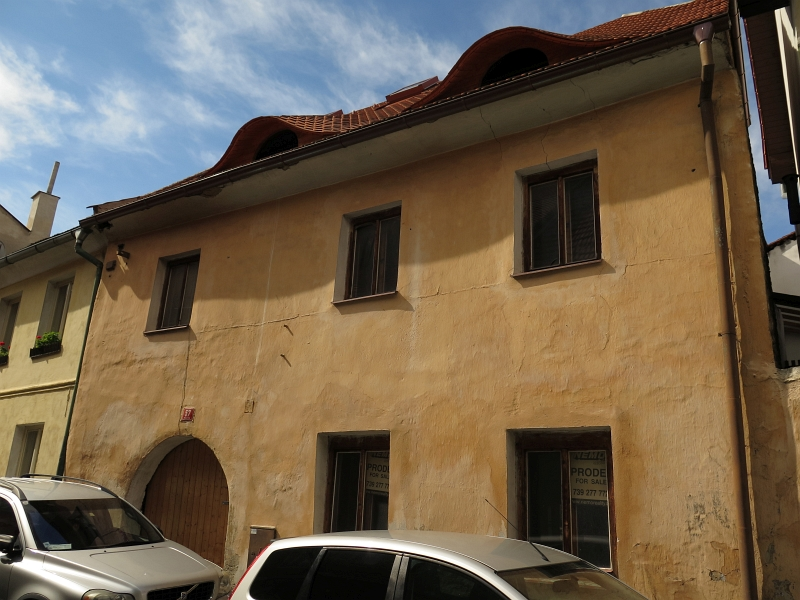
Prachatice, Věžní čp. 57
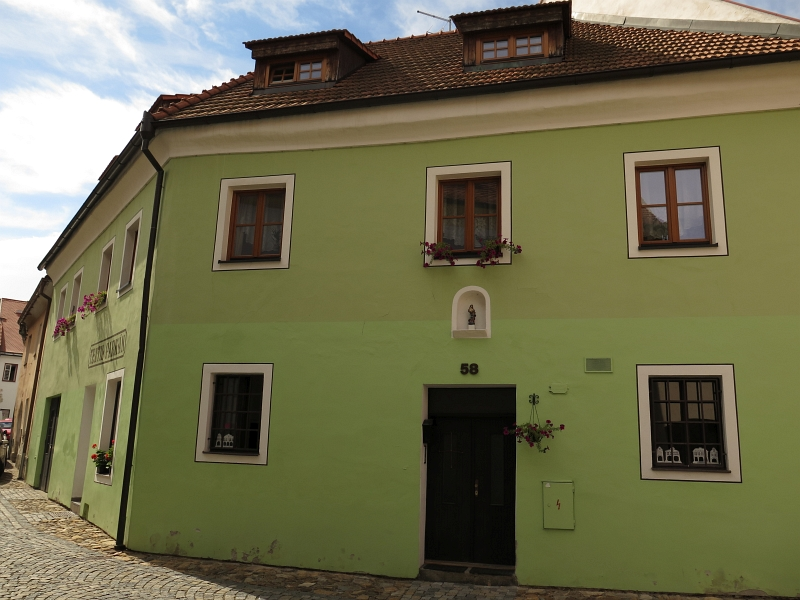
Prachatice, Věžní čp. 58
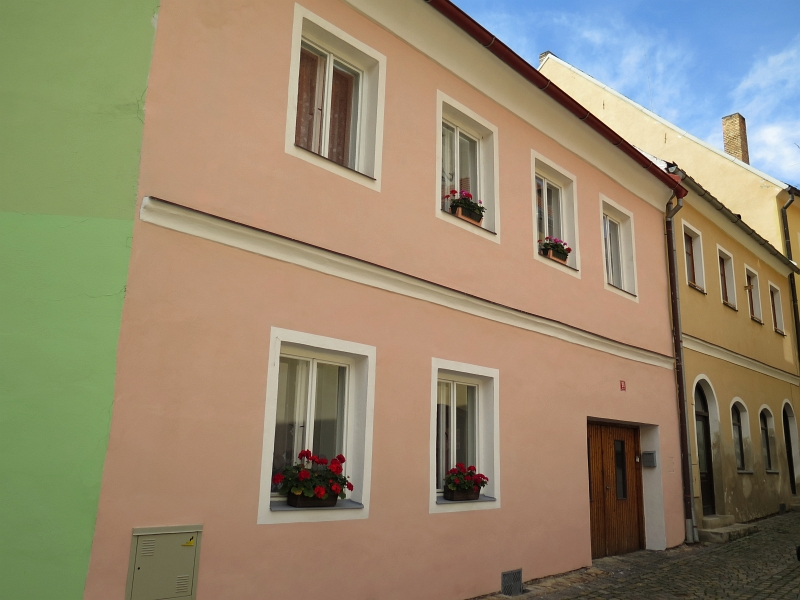
Prachatice, Věžní  čp. 59
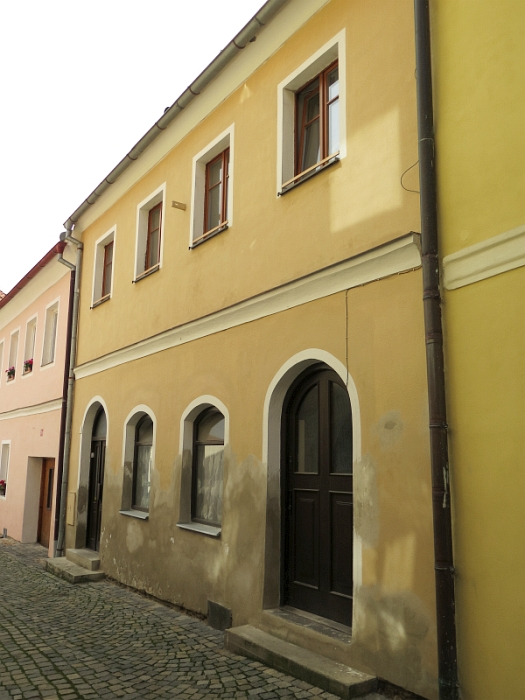
Prachatice, Věžní čp. 60
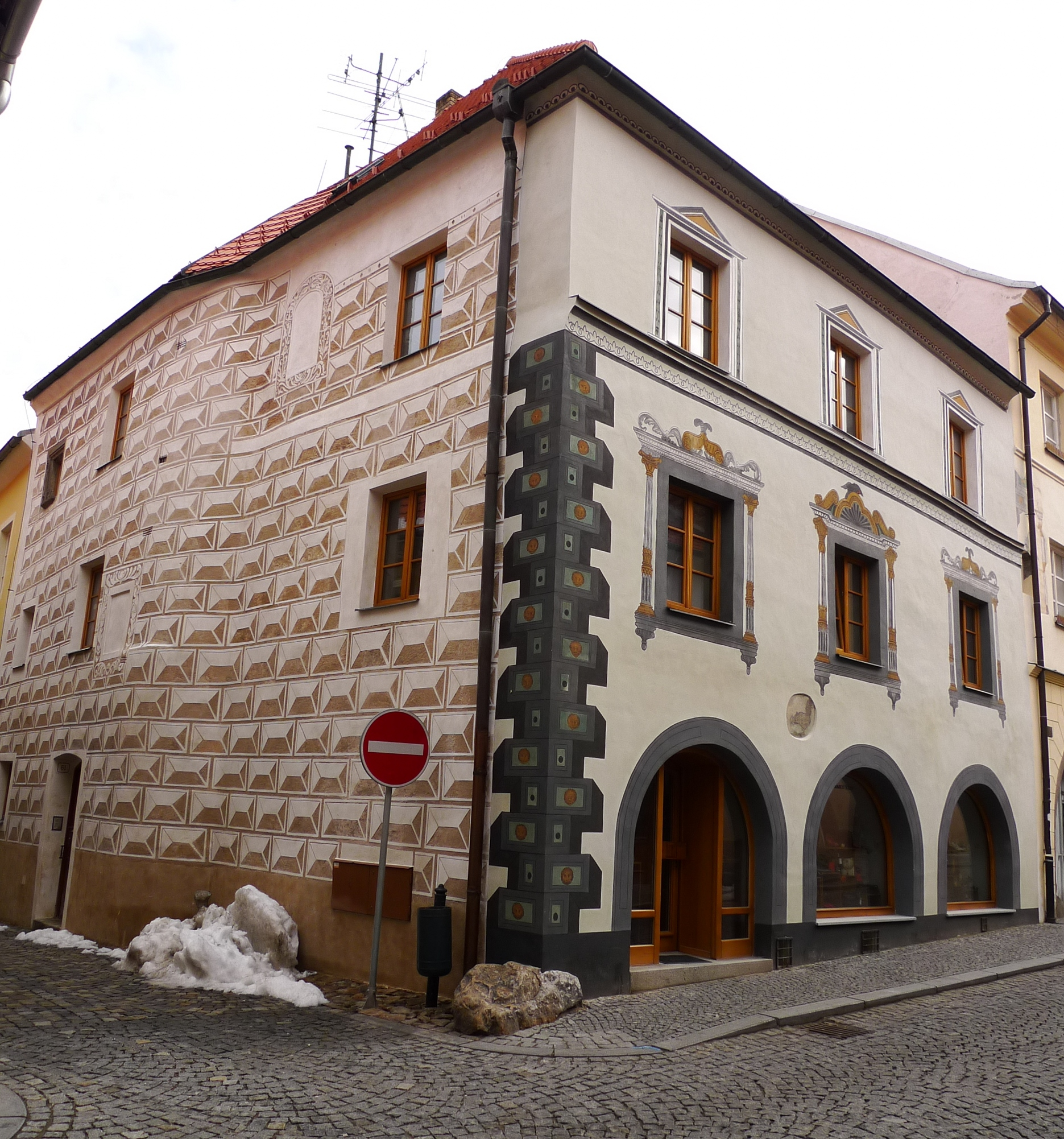
Prachatice, Věžní čp. 61